# Покатеевский сельсовет
Покатеевский сельсовет — сельское поселение в Абанском районе Красноярского края.
Административный центр — село Покатеево.

## Население
| 2010 | 2012 | 2013 | 2014 | 2015 | 2016 | 2017 |
| ---- | ---- | ---- | ---- | ---- | ---- | ---- |
| 710  | ↘697 | ↘694 | ↘673 | ↘655 | ↘631 | ↘625 |
| 2018 | 2019 | 2020 | 2021 |      |      |      |
| ↘608 | ↘597 | ↘575 | ↘565 |      |      |      |

## Состав сельского поселения
| № | Населённый пункт | Тип населённого пункта       | Население |
| - | ---------------- | ---------------------------- | --------- |
| 1 | Лапино           | деревня                      | ↘0        |
| 2 | Покатеево        | село, административный центр | ↘533      |
| 3 | Усть-Панакачет   | посёлок                      | ↘0        |
| 4 | Хиндичет         | посёлок                      | ↘177      |